# U-178
| U-178 | U-178 | U-178 |
| --- | --- | --- |
| U 178 | | |
| | | |
| Трофейні німецькі підводні човни U-861 (на передньому плані), однотипний з U-178, та U-953 типу VII. Тронгейм. 19 травня 1945 | | |
| Верф | Deutsche Schiff- und Maschinenbau, AG Weser, Бремен | Deutsche Schiff- und Maschinenbau, AG Weser, Бремен |
| Під прапором | Третій Рейх | Третій Рейх |
| Належність | Крігсмаріне | Крігсмаріне |
| Порт приписки | Штеттін Лор'ян Пінанг Ла-Паліс (Бордо) | Штеттін Лор'ян Пінанг Ла-Паліс (Бордо) |
| Замовлення | 28 травня 1940 | 28 травня 1940 |
| Закладений | 24 грудня 1940 | 24 грудня 1940 |
| Спуск на воду | 25 жовтня 1941 | 25 жовтня 1941 |
| Введений до складу флоту | 14 лютого 1942 | 14 лютого 1942 |
| На службі | 1942—1944 | 1942—1944 |
| Сучасний статус | 25 серпня 1944 року затоплений у бухті Бордо в несправному стані | 25 серпня 1944 року затоплений у бухті Бордо в несправному стані |
| Бойовий досвід | Друга світова війна Битва за Атлантику | Друга світова війна Битва за Атлантику |
| Проєкт | | |
| Тип ПЧ | великий океанський торпедний ДПЧ | великий океанський торпедний ДПЧ |
| Основні характеристики | | |
| Швидкість (надводна) | 20,8 вузла (38,5 км/год) | 20,8 вузла (38,5 км/год) |
| Швидкість (підводна) | 6,9 (12,8 км/год) | 6,9 (12,8 км/год) |
| Робоча глибина занурення | 100 м | 100 м |
| Гранична глибина занурення | 230 м | 230 м |
| Дальність плавання | 115 миль (213 км) км на швидкості 4 вузли (7,4 км/год) (у підводному положенні) 23 700 морських миль (43 900 км на швидкості 10 вузлів (19 км/год) (у надводному положенні) | 115 миль (213 км) км на швидкості 4 вузли (7,4 км/год) (у підводному положенні) 23 700 морських миль (43 900 км на швидкості 10 вузлів (19 км/год) (у надводному положенні) |
| Екіпаж | 57 офіцерів та матросів | 57 офіцерів та матросів |
| Розміри | | |
| Довжина найбільша (по КВЛ) | 87,58 м | 87,58 м |
| Ширина корпусу найб. | 7,50 м | 7,50 м |
| Висота | 10,2 м | 10,2 м |
| Середня осадка (по КВЛ) | 5,35 м | 5,35 м |
| Водотоннажність надводна | 1610 т | 1610 т |
| Силова установка | | |
| Дизель-електрична: 2 дизельні двигуни MAN M 9 V 40/46 і 2 дизелі MWM RS34.5S 2 електродвигуни Siemens-Schuckert 2 GU 345/34   | | |
| Гвинти | 2 | 2 |
| Потужність | 2 × 2200 к.с. (дизелі) 2 × 740 к.с. (електродвигуни) | 2 × 2200 к.с. (дизелі) 2 × 740 к.с. (електродвигуни) |
| Озброєння | | |
| Артилерія | 1 × 105-мм палубна гармата SK C/32 | 1 × 105-мм палубна гармата SK C/32 |
| Торпедно- мінне озброєння | 4 носових і 2 кормових ТА; 24 торпеди або 72 міни TMA чи TMB | 4 носових і 2 кормових ТА; 24 торпеди або 72 міни TMA чи TMB |
| ППО | 1 × 37-мм зенітна гармата SKC/30 2 (1 × 2) × 20-мм зенітні гармати FlaK 30                                                                                                  | 1 × 37-мм зенітна гармата SKC/30 2 (1 × 2) × 20-мм зенітні гармати FlaK 30                                                                                                  |

U-178 — німецький великий океанський підводний човен типу IXD2, що входив до складу Військово-морських сил Третього Рейху за часів Другої світової війни. Закладений 24 грудня 1940 року на верфі Deutsche Schiff- und Maschinenbau, AG Weser у Бремені під будівельним номером 1018. Спущений на воду 25 жовтня 1941 року, а 14 лютого 1942 року корабель увійшов до складу ВМС нацистської Німеччини.

## Історія служби
U-178 належав до серії німецьких підводних човнів типу IXD2, великих океанських човнів, призначених діяти на морських комунікаціях противника на далеких відстанях у відкритому океані. Човнів цього типу випущено 28 одиниць і вони спеціально будувалися для дій у Південній Атлантиці та Індійському океані, а ближче до закінчення Другої світової війни частина з них використовувалася як проривачі блокади для зв'язку з Японією. Вони мали найбільшу в нацистському флоті дальність плавання за рахунок іншої конструкції енергетичної установки: завдяки подовженню корпусу вдалося встановити не тільки два потужні дизелі MAN з наддувом, але і два додаткові дизелі, що використовувалися при крейсерському плаванні в надводному положенні, при цьому два дизелі з наддувом перемикалися на холостий хід для швидкого перезаряджання акумуляторів.
14 лютого 1942 року U-178 розпочав службу у складі 4-ї навчальної флотилії, а з 1 вересня 1942 року переведений до бойового складу 10-ї флотилії ПЧ Крігсмаріне та 1 листопада 1942 року — до бойового складу 12-ї флотилії ПЧ. З вересня 1942 року і до травня 1944 року U-178 здійснив 3 бойових походи в Атлантичний та Індійський океани, в яких провів 348 днів. Човен потопив 14 торгових суден (87 030 GRT) та одне пошкодив (6348 GRT).
25 серпня 1944 року U-178, що перебував у несправному стані та не був готовий до виходу в море, був затоплений у бухті Бордо (ВМБ BETASOM) через наближення військ союзників.

## Командири
- Капітан-лейтенант Ганс Іббекен (14 лютого 1942 — 21 лютого 1943)
- Корветтен-капітан Вільгельм Доммес (22 лютого — 25 листопада 1943)
- Капітан-лейтенант Вільгельм Шпар (25 листопада 1943 — 25 серпня 1944)

## Перелік уражених U-178 суден у бойових походах
| №                                                            | Дата              | Командир ПЧ              | Назва              | Тип                         | Належність          | Водотоннажність (брт) | Вантаж                                                                               | Конвой       | Результат та координати                                                | Наслідки атаки для екіпажу      | Прим.                                      |
| ------------------------------------------------------------ | ----------------- | ------------------------ | ------------------ | --------------------------- | ------------------- | --------------------- | ------------------------------------------------------------------------------------ | ------------ | ---------------------------------------------------------------------- | ------------------------------- | ------------------------------------------ |
| Перший похід (08.09.1942—10.01.1943, 125 діб; Кіль—Бордо)    |                   |                          |                    |                             |                     |                       |                                                                                      |              |                                                                        |                                 |                                            |
| 1                                                            | 10 жовтня 1942    | Kptlt. Ганс Іббекен      | «Дюшес оф Атолл»   | пасажирське судно           | Канада              | 20 119                | 3500 тонн генеральних вантажів і 534 пасажири                                        |              | потоплено 07°03′ пд. ш. 11°12′ зх. д. / 7.050° пд. ш. 11.200° зх. д.   | 825 (4 загинули та 821 вцілив)  | одне з найбільших суден, затоплених U-Boot |
| 2                                                            | 1 листопада 1942  | Kptlt. Ганс Іббекен      | Mendoza            | військове транспортне судно | Велика Британія     | 8 233                 | 253 військових, включаючи військово-морський персонал, і 287 мішків пошти            |              | потоплено 29°20′ пд. ш. 32°13′ сх. д. / 29.333° пд. ш. 32.217° сх. д.  | 406 (26 загинули та 380 вижили) |                                            |
| 3                                                            | 4 листопада 1942  | Kptlt. Ганс Іббекен      | Hai Hing           | суховантажне судно          | Норвегія            | 2 561                 | 1400 тонн генеральних вантажів                                                       |              | потоплено 25°55′ пд. ш. 33°10′ сх. д. / 25.917° пд. ш. 33.167° сх. д.  | 67 (25 загинули та 42 вижили)   |                                            |
| 4                                                            | 4 листопада 1942  | Kptlt. Ганс Іббекен      | Trekieve           | суховантажне судно          | Велика Британія     | 5 244                 | 2500 тонн марганцевої руди, 1700 тонн горіхів, 1650 тонн копри та генеральні вантажі |              | потоплено 25°46′ пд. ш. 33°48′ сх. д. / 25.767° пд. ш. 33.800° сх. д.  | 50 (3 загинули та 47 вижили)    |                                            |
| 5                                                            | 13 листопада 1942 | Kptlt. Ганс Іббекен      | Louise Moller      | суховантажне судно          | Велика Британія     | 3 764                 | вугілля                                                                              |              | потоплено 30°50′ пд. ш. 35°54′ сх. д. / 30.833° пд. ш. 35.900° сх. д.  | 63 (11 загинули та 52 вижили)   |                                            |
| 6                                                            | 15 листопада 1942 | Kptlt. Ганс Іббекен      | Adviser            | суховантажне судно          | Велика Британія     | 6 348                 | графіт                                                                               |              | пошкоджено 32°03′ пд. ш. 33°52′ сх. д. / 32.050° пд. ш. 33.867° сх. д. | 66 (усі вижили)                 |                                            |
| 7                                                            | 27 листопада 1942 | Kptlt. Ганс Іббекен      | Jeremiah Wadsworth | суховантажне судно          | США                 | 7 176                 | графіт                                                                               |              | потоплено 39°25′ пд. ш. 22°23′ сх. д. / 39.417° пд. ш. 22.383° сх. д.  | 57 (усі вижили)                 | судно типу «Ліберті»                       |
| Другий похід (28.03—27.08.1943, 153 доби; Бордо—Пінанг)      |                   |                          |                    |                             |                     |                       |                                                                                      |              |                                                                        |                                 |                                            |
| 8                                                            | 1 червня 1943     | KrvKpt. Вільгельм Доммес | Salabangka         | суховантажне судно          | Нідерланди          | 6 586                 | урядові вантажі                                                                      | Конвой CD 20 | потоплено 31°08′ пд. ш. 30°18′ сх. д. / 31.133° пд. ш. 30.300° сх. д.  | 85 (10 загинули та 75 вижили)   |                                            |
| 9                                                            | 4 липня 1943      | KrvKpt. Вільгельм Доммес | Breiviken          | суховантажне судно          | Норвегія            | 2 669                 | 3812 тонн вугілля                                                                    | Конвой DN 50 | потоплено 21°50′ пд. ш. 37°50′ сх. д. / 21.833° пд. ш. 37.833° сх. д.  | 36 (3 загинули та 33 вижили)    |                                            |
| 10                                                           | 4 липня 1943      | KrvKpt. Вільгельм Доммес | Michael Livanos    | суховантажне судно          | Грецьке королівство | 4 774                 | баласт                                                                               |              | потоплено 22°52′ пд. ш. 36°47′ сх. д. / 22.867° пд. ш. 36.783° сх. д.  | 41 (2 загинули та 39 вижили)    |                                            |
| 11                                                           | 11 липня 1943     | KrvKpt. Вільгельм Доммес | Mary Livanos       | суховантажне судно          | Грецьке королівство | 4 771                 | 7224 тонни бункерного вугілля                                                        |              | потоплено 15°40′ пд. ш. 40°45′ сх. д. / 15.667° пд. ш. 40.750° сх. д.  | 36 (8 загинули та 28 вижили)    |                                            |
| 12                                                           | 14 липня 1943     | KrvKpt. Вільгельм Доммес | Robert Bacon       | суховантажне судно          | США                 | 7 197                 | баласт                                                                               |              | потоплено 15°25′ пд. ш. 41°13′ сх. д. / 15.417° пд. ш. 41.217° сх. д.  | 71 (5 загинули та 66 вижили)    | судно типу «Ліберті»                       |
| 13                                                           | 17 липня 1943     | KrvKpt. Вільгельм Доммес | City of Canton     | суховантажне судно          | Велика Британія     | 6 692                 | 2000 тонн генеральних вантажів і 4500 тонн вугілля                                   |              | потоплено 13°52′ пд. ш. 41°10′ сх. д. / 13.867° пд. ш. 41.167° сх. д.  | 93 (7 загинули та 86 вижили)    |                                            |
| Третій похід (27.11.1943—25.05.1944, 181 доба; Пінанг—Бордо) |                   | KrvKpt. Вільгельм Доммес |                    |                             |                     |                       |                                                                                      |              |                                                                        |                                 |                                            |
| 14                                                           | 27 грудня 1943    | Kptlt. Вільгельм Шпар    | José Navarro       | суховантажне судно          | США                 | 7 244                 | 3000 тонн армійського вантажу, включаючи мулів, фураж, труби та десантне обладнання  |              | потоплено 8°20′ пн. ш. 73°55′ сх. д. / 8.333° пн. ш. 73.917° сх. д.    | 166 (усі вижили)                | судно типу «Ліберті»                       |